# Kult lunarny

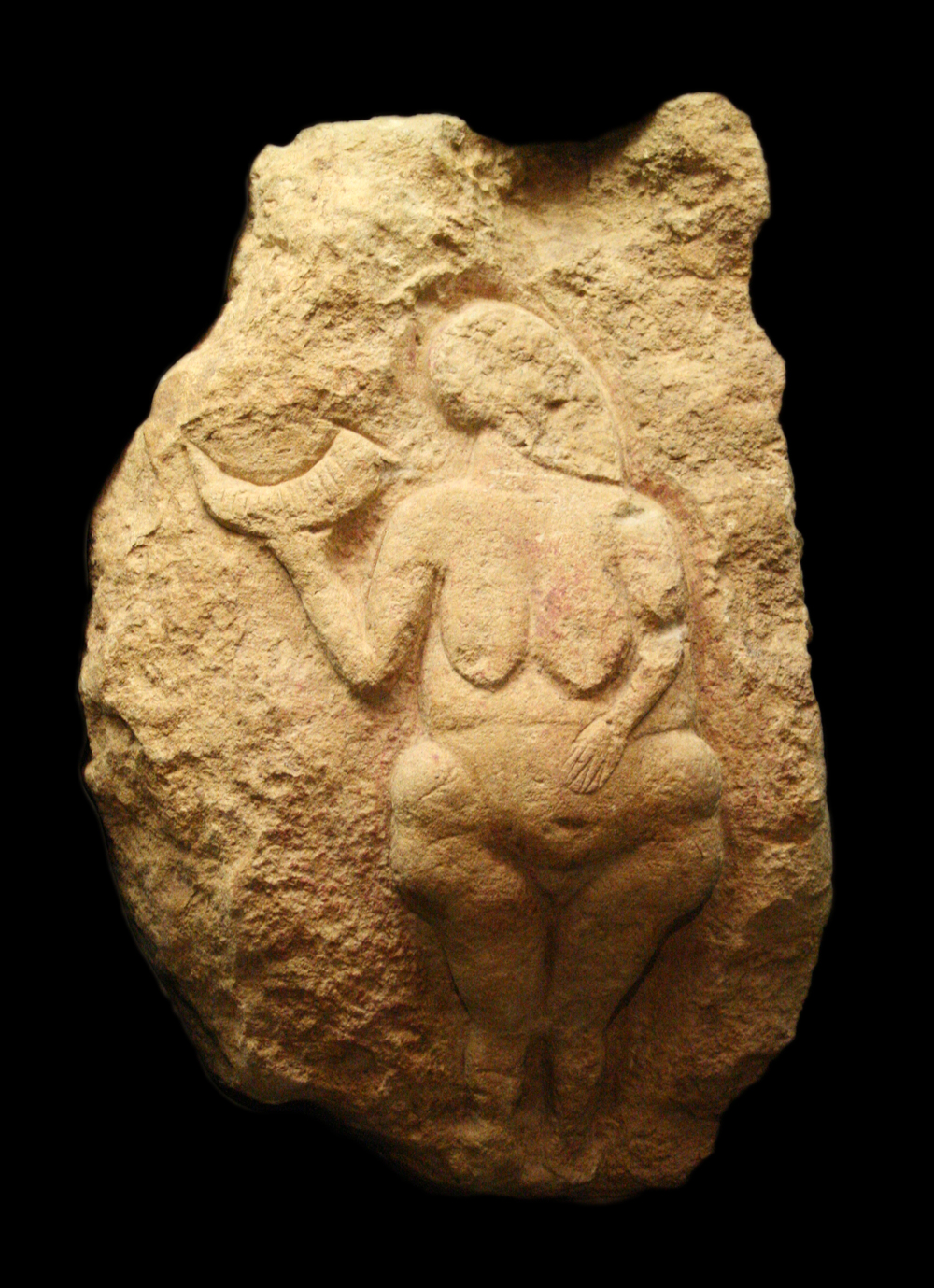
Wenus z Laussel, Musée d'Aquitaine, Bordeaux

Kult lunarny (od łac. luna – „księżyc”) – jedna z  form  kultów uranicznych  polegająca  na oddawaniu czci Księżycowi, zjawiskom zaćmień Księżyca, fazom Księżyca jako przejawom sacrum.

## Geneza
Kulty lunarne są jednymi z najstarszych form kultu religijnego na świecie. Dowodzi tego choćby przedstawienie w dłoni tzw. Wenus z Laussel z późnego paleolitu, rogu żubra z 13 nacięciami, których liczbę interpretuje się jako liczbę faz Księżyca w ciągu roku (co także ma związek z liczbą cykli menstruacyjnych kobiety).

## Bóstwa lunarne
Kult księżyca był najbardziej rozpowszechnioną religią starożytnej Mezopotamii. Najpopularniejszymi imionami boga Księżyca były na owe czasy: Nanna, Suen (Sin) oraz Asimbabbar. Również Mahomet  zatwierdził kult ubar, inaczej Księżyca. Dlatego księżyc mógł się stać symbolem państwa tureckiego;. 
Niektóre spośród bóstw lunarnych to:
- Nanna, sumeryjski bóg Księżyca
- Thot, egipski bóg Księżyca i patron mądrości uważany za wynalazcę hieroglifów, kalendarza, a także arytmetyki, geometrii, muzyki, liczby i rysunków
- Chonsu (Wędrowiec) – tebański bóg Księżyca, u schyłku Nowego Państwa zyskał aspekt boga-uzdrowiciela
- w mitologii greckiej boginią i uosobieniem Księżyca była Selene, utożsamiana z rzymską Luną[3][4],
- Metztli – w mitologii azteckiej bóg księżyca, nocy i rolników,
- Tsukuyomi – w mitologii japońskiej bóg księżyca panujący nad nocą, przypływami i odpływami[5].